# Гірняк Никифор Йосифович
Ники́фор Йосипович Гірня́к (псевдо: Ніцько, Незламний Граб; 23 липня 1885, м-ко Струсів, нині село Тернопільського району Тернопільської області — 4 березня 1962, Кліфтон, (Пассейк) США) — український військовий і освітній діяч, майор УСС. Доктор філософії. Брат актора й режисера Йосипа, адміністратора видавництва «Українська Преса» Володимира Гірняків.

## Життєпис

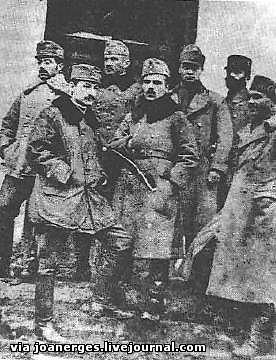
Група старшин УГА (зліва направор): отаман Н. Гірняк, поручник В. Старосольський, чотар М. Саєвич, полковник Д. Вітовський, чотар М. Гаврилко, І. Боберський, сотник О. Семенюк, до 2.08.1919

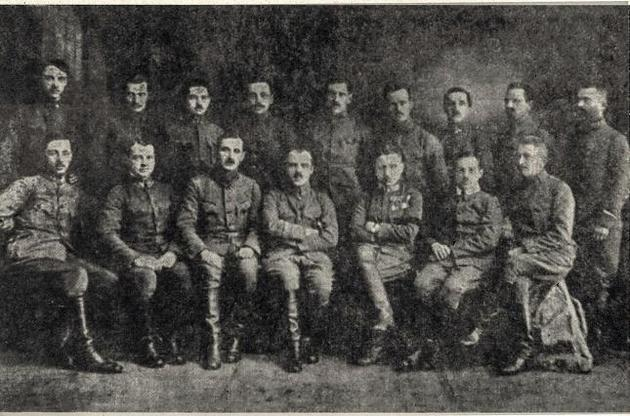
Державний секретаріат військових справ ЗУНР, лютий 1919.
Сидять зліва направо Володимир Бемко, Орест Підляшецький, Петро Бубела, Дмитро Вітовський, Ростислав-Едмунд Білас, Никифор Гірняк, Роман Шипайло.
Стоять зліва направо Нестор Гаморак, Юліан Буцманюк, Теодор Сивак, Гриць Герасимович, Остап Бородієвич, Семен Магаляс, Володимир Тимцюрак, Василь Панчак, Іван Боберський

Народився 23 липня 1885 року в містечку Струсів (Теребовлянського повіту, Королівство Галичини та Володимирії, Австро-Угорщина, нині Тернопільський район, Тернопільська область, Україна).
Закінчив Коломийську гімназію, навчався в університетах Львова і Відня. Здобув ступінь доктора філософії. Учитель гімназії імені Володимира Великого в Рогатині, активний учасник стрілецького руху.
Як офіцер запасу австрійського війська у серпні 1914 р. був призначений до Леґіону УСС командантом сотні. 1 лютого 1915 року віденська сотня Українських Січових Стрільців під командою сотника Гірняка урочисто склала присягу в присутності президента Головної Української Ради Костя Левицького. Протягом 1915–1918 рр. займав посаду команданта Коша УСС, мав ранґ (звання) отамана. Активний учасник Листопадового повстання та Українсько-польської війни 1918—1919 рр. В 1918 р. — командант Тернопільської військової окружної команди (до його прибуття обов'язки виконував Григорій Ракочий), згодом працював у Військовому секретаріаті ЗУНР у Станіславові. Влітку 1919 р. призначений до Міністерства військових справ уряду УНР у Кам'янці-Подільському. Брав участь в організації Червоної УГА. Застерігав Володимира Затонського, вороже налаштованого до старшинського складу ЧУГА, від спроб вбити клин між ними та рядовими вояками.
Після війни працював учителем, а згодом директором гімназії в Тернополі. Брав участь у діяльності місцевої «Просвіти», «Пласту», видавав у Тернополі часопис «Громадянин», очолював кілька громадських організацій, був членом НТШ.
1929 року призначений Головною управою товариства «Рідна Школа» директором гімназії товариства в Тернополі. Однак Кураторія заборонила як бути директором, так і викладати після доносу в поліцію.
1949 р. еміґрував до США, де заснував і очолив Братство УСС. Заснував українську школу і працював її директором, був діяльним у «Пласті», заснував видавничу кооперативу «Червона Калина». Опублікував ряд статей з історії Визвольних змагань.
Помер 4 березня 1962 року в м. Кліфтон, похований у Філадельфії.

## Нагороди
- Бронзова медаль «За військові заслуги» на стрічці хреста «За військові заслуги».[9]

## Твори
- Організація і духовний зріст Українських Січових Стрільців. — Філадельфія, 1955.
- Полковник Василь Вишиваний. Вінніпег — Канада, 1956
- Останній Акт трагедії Української Галицької Армії (Спогади учасника подій за час від половини грудня 1919 до половини вересня 1920. Видання Укр. Військово-Історичного Інституту в США. В-во A. Orel, 363 Grove Str., Perth Amboy, N.J., USA. 1959
- Спогади про Василя Вишиваного.

У Центральному державному історичному архіві у Львові зберігають ще одну невидану працю, яка стосується діяльності Коша УСС.

## Вшанування пам'яті
У 1989 році в м. Тернопіль одній із вулиць було присвоєно ім'я Отамана УГА.
У 2010 вийшла книга Віктора Уніята «Никифор Гірняк. Життєвий шлях Отамана УГА».